# Alfred Hermann Fried
Alfred Hermann Fried (n. Viena, 11 de noviembre de 1864 -  Viena, 5 de mayo de 1921) fue un periodista y pacifista austríaco judío.

## Trayectoria
Hacia 1883 se trasladó a Berlín, donde primero fue librero, abriendo su propia imprenta en 1887. Conoció a la baronesa Bertha von Suttner quien le hizo interesarse por el movimiento pacifista, al que se consagró por entero. Desde 1891 fue codirector, con la baronesa von Suttner, de la revista Die Waffen Nieder (¡Abajo las Armas!), título que cambió en 1899 por el de Die Friedenswarte (La Atalaya de la Paz) y Die Fridenswarte.
En 1892 fundó la Deutsche Friedensgesellschaft (Sociedad Alemana por la Paz), que fue el foco del movimiento pacifista anterior a la I Guerra Mundial. Fried abogaba por el "fundamentalismo pacifista" y creía que la "anarquía internacional" sería la meta a alcanzar tanto con medidas legislativas como mediante la regeneración espiritual.
Participó en varias conferencias internacionales sobre la paz y en 1911 compartió el premio Nobel de la Paz con Tobias Asser. Fried, que participó en la revista L'espérantiste, fue un conocido hablante de Esperanto. En 1903 publicó el libro Lehrbuch der internationalen Hilfssprache Esperanto (Libro del Idioma Internacional de Esperanto).
Bregó por el desarme mundial y combatió la guerra en todas las tribunas mundiales que estuvieron a su alcance, esgrimiendo el derecho público internacional.
Con el estallido de la I Guerra Mundial, emigró a Suiza en protesta por la política alemana. Trabajó por la paz como editor de Blatter fur internationale Verstandigung und zwischenstaatliche Organisation ("Papeles para el Entendimiento Internacional y la Organización Inter-Estatal"). Fried protestó contra el Tratado de Versalles, pero advirtió a los alemanes contra cualquier intento de revisión por la fuerza.
Entre sus obras sobresalen Handbuch der Friedensbewegung (2 vols., 1911-1913), Grundlagen des ursächlichen Pazifismus (1916) y Mein Kriegtagebuch (4 volúmenees, 1918-1920), diario personal de la I Guerra Mundial.
Alfred Hermann Fried falleció en Viena, en condiciones de pobreza, a los 57 años.